# Oligodon kampucheaensis
Espèce
Oligodon kampucheaensis est une espèce de serpent de la famille des Colubridae.

## Répartition
Cette espèce est endémique de la chaîne des Cardamomes au Cambodge.

## Étymologie
Son nom d'espèce, composé de kampuchea et du suffixe latin -ensis, « qui vit dans, qui habite », lui a été donné en référence au lieu de sa découverte, Kampuchéa, l'actuel royaume du Cambodge.

## Publication originale
- Neang, Grismer & Daltry, 2012 : A new species of kukri snake (Colubridae: Oligodon Fitzinger, 1826) from the Phnom Samkos Wildlife Sanctuary, Cardamom Mountains, southwest Cambodia. Zootaxa, n. 3388, p. 41–55 (introduction).